# Wenge
Die Wenge (Millettia laurentii) ist eine Pflanzenart in der Unterfamilie der Schmetterlingsblütler (Faboideae) innerhalb der Familie der Hülsenfrüchtler (Fabaceae). In den Heimatländern werden die Trivialnamen Palissandre du Congo, Awong und Mundambi verwendet.

## Beschreibung

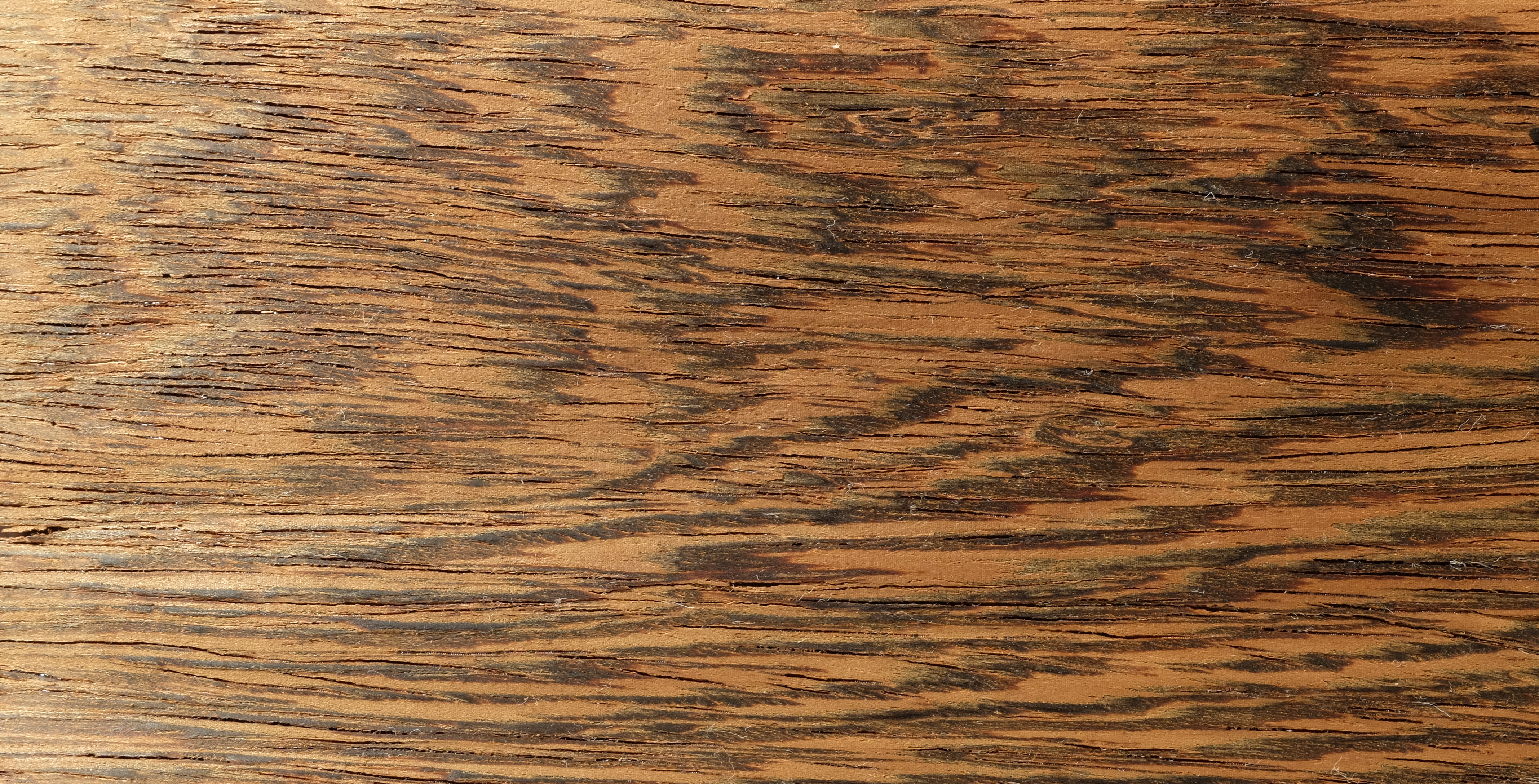
Gemessertes Furnier der Wenge

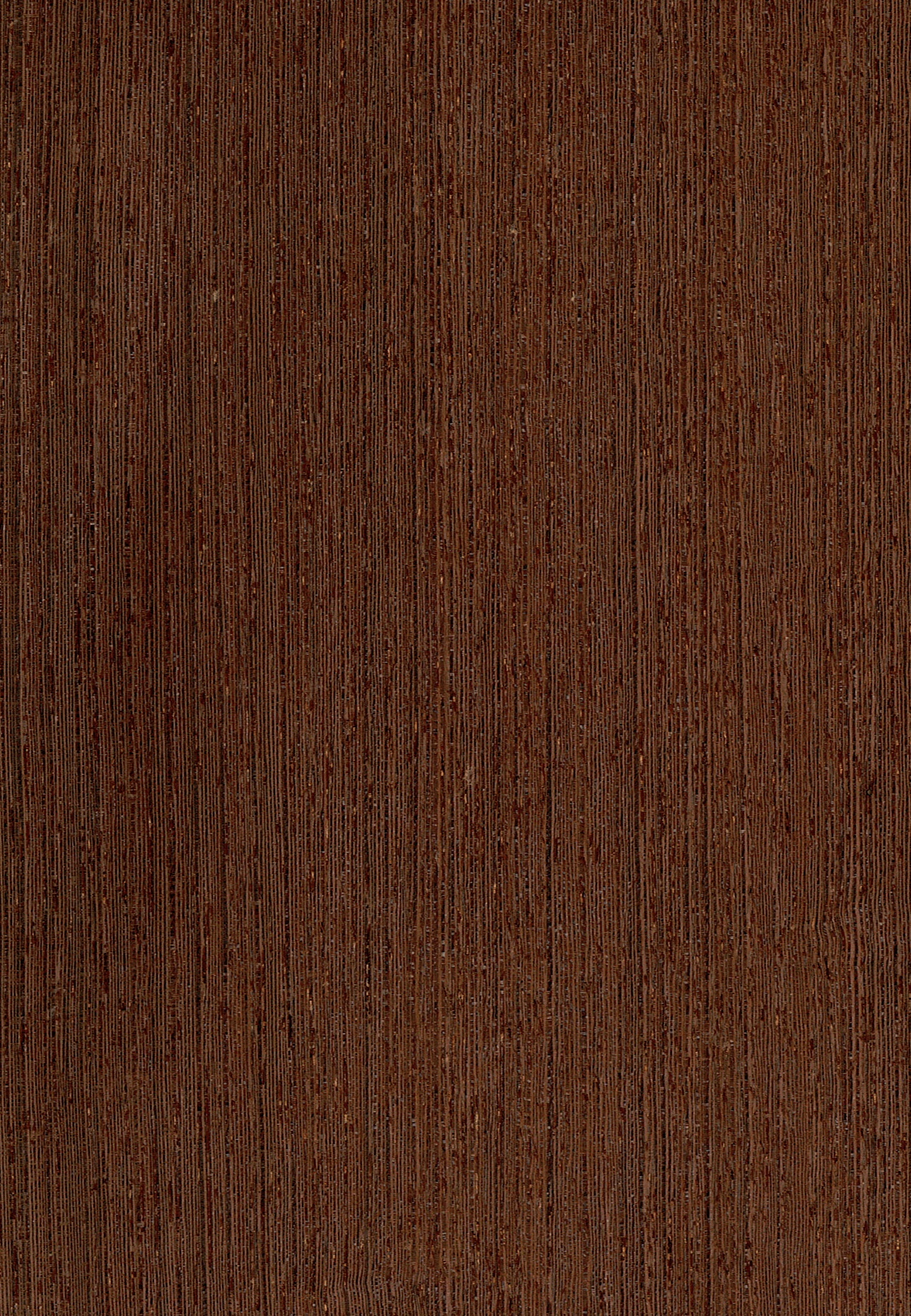
Gemessertes Furnier der Wenge, oberflächenbehandelt

Millettia laurentii wächst als mittelgroßer Baum, der Wuchshöhen von bis zu 20 Meter und Stammdurchmesser von 60 bis 100 Zentimeter (meistens aber weniger) erreicht. Der zumeist krumme Stamm ist meist bis zu einer Höhe von 15 Meter astfrei. Die Borke ist glatt und grau mit sichtbaren Lentizellen; bei Verletzungen tritt ein rotes Exudat aus.
Die wechselständig angeordneten, gestielten Laubblätter sind unpaarig gefiedert mit 9–17 Blättchen. Der Blattstiel ist 4–7 cm lang, die Rhachis 10–18 cm. Die kurz gestielten, kahlen Blättchen sind ganzrandig und bespitzt. Sie sind eiförmig bis elliptisch oder verkehrt-eiförmig und 6–15 cm lang und 4–8 cm breit. Die Nervatur ist gefiedert und unterseits erhaben. Nebenblätter fehlen.
Die Blüten stehen in endständigen, 20–40 cm langen und rispigen Blütenständen zusammen. Die zwittrigen Schmetterlingsblüten sind zygomorph, kurz gestielt und fünfzählig mit doppelter Blütenhülle. Es sind zwei Deckblätter vorhanden. Die fünf Kelchblätter sind kurz braunsamtig behaart und zur Hälfte becherförmig verwachsen mit fünf Zipfeln. Die fünf Kronblätter sind weißlich bis violett. Es sind neun verwachsene Staubblätter und ein freies vorhanden. Der oberständige Fruchtknoten ist haarig, mit einem langen Griffel.
Die zwei- bis viersamige Frucht ist eine flache und längliche Hülsenfrucht, sie ist 15–28 cm lang und 3–5 cm breit, mit steifen Wänden, sie ist kahl und fein gestreift. Die rundlichen, glatten und violett-braunen Samen sind abgeflacht und 18–25 mm groß. Die jungen Früchte sind grünlich mit brauner Behaarung.

## Verbreitung
Die Wenge ist im tropischen Regenwald von Kamerun, der Republik Kongo, der DR Kongo, Äquatorial-Guinea und Gabun beheimatet.

## Gefährdung und Status
Die Art gilt als gefährdet (EN A1cd), Hauptursache sind Habitatzerstörung und vor allem übermäßiger Holzeinschlag.

## Taxonomie
Die Wenge wurde 1904 von Émile de Wildeman in La Belgique Coloniale Band 10 Seite 378 als Millettia laurentii erstbeschrieben. Der Gattungsname ehrt den englischen Pflanzensammler Charles Millett (1792–1873).

## Nutzung
Das Holz hat einen schmalen, grauweißen Splint, scharf abgetrennt vom hell- bis dunkelbraunen Kern, der stark nachdunkelt und eine kaffeebraune bis schwarze Farbe annimmt. Die Farbe kann durch längere Sonneneinstrahlung wieder verblassen. Die Darrdichte beträgt ca. 0,75 bis 0,79 g/cm³, die Rohdichte beträgt etwa 0,75 bis 0,95 g/cm³. Es ist mäßig schwindend. Hobelflächen haben einen matten Glanz. Es ist hart, schwer, elastisch und witterungsfest und findet Verwendung im Möbel- und Innenausbau, für Türen, Treppen und als Parkett, ferner für Drechsler-, Intarsien- und Schnitzarbeiten sowie für Musikinstrumente (z. B. als Griffbrett für Gitarren oder als Korpus von E-Bässen) und Schachbretter. Es lässt sich gut bearbeiten, neigt bei unregelmäßigem Faserverlauf allerdings zum Splittern.

## Gesundheit
In die Haut eingedrungene Splitter der Wenge können beim Menschen zu Entzündungen führen, der Holzstaub kann Hautreizungen und Magenkrämpfe auslösen.